# Pietro Speciale
Pietro Speciale (Palermo, 29 de septiembre de 1876-Palermo, 9 de noviembre de 1945) fue un deportista italiano que compitió en esgrima, especialista en la modalidad de florete. Participó en tres Juegos Olímpicos de Verano entre los años 1908 y 1920, obteniendo dos medallas, plata en Estocolmo 1912 y oro en Amberes 1920.

## Palmarés internacional
| Juegos Olímpicos | Juegos Olímpicos   | Juegos Olímpicos | Juegos Olímpicos    |
| Año              | Lugar              | Medalla          | Prueba              |
| ---------------- | ------------------ | ---------------- | ------------------- |
| 1912             | Estocolmo (Suecia) | Medalla de plata | Florete individual  |
| 1920             | Amberes (Bélgica)  | Medalla de oro   | Florete por equipos |